# Eddie Campbell
Pour les articles homonymes, voir Campbell.
Cet article possède un paronyme, voir Edward Campbell.
Eddie Campbell (né le 10 août 1955 en Écosse) est un auteur de bande dessinée résidant en Australie. Propulsé sur le devant de la scène par From Hell, réalisé avec Alan Moore de 1989 à 1996, Campbell est aussi le créateur en 1982 d’Alec.
Il a été influencé par impressionnistes, les illustrateurs de l'époque de la « calligraphie libérée » tels que Phil May, Charles Dana Gibson, John Leech ou George du Maurier, les dessinateurs comme Milton Caniff ou Frank Frazetta (surtout dans sa série Johnny Comet). Son écriture a été comparée à celle de Jack Kerouac ou Henry Miller.

## Biographie

### Les débuts remarqués d'un précurseur de l'autobiographie
Campbell approche pour la première fois la bande dessinée autobiographique à la fin des années 1970 avec In the days of the Ace Rock 'n' Roll Club (1978–1979), qui devient progressivement Alec, Alec McGarry étant un portrait aisément reconnaissable de son créateur. Au début des années 1980, après s'être auto-édité quelques mois durant, Campbell publie Alec dans Flick, le fanzine de la BAPA (British amateur press association). À partir de 1983, la série peut toucher un public plus large avec sa publication dans Escape Magazine. Escape publie l'année suivant le premier album d’Alec. Suivent deux autres livraisons : Love and Beerglasses en 1985 et Doggie in the Window en 1986.
Si les récitatifs sont parfois un peu lyrique, Campbell fuit le mélodramatique et restitue au plus près son quotidien par des dialogues naturels et vivants pris dans un rythme lent. Les textes étant rédigés avant le dessin, ce dernier, d'un impressionnisme délicat rappelant Milton Caniff, Garry Trudeau ou Walt Kelly, l'appuie en évitant les effets de style : la disposition spatiale des cases est régulière, la quasi-itération occupe une grande place. Cette fidélité à un quotidien qui n'a rien d'extraordinaire, que Campbell appelle « anti-héroïque », le fait remarquer par Alan Moore, et le place parmi les précurseurs du boom de l'autobiographie dans les années 1990.

### Un acteur majeur ducomicsindépendant
Le succès des Tortues Ninja de Kevin Eastman et Peter Laird a conduit au milieu des années 1980 à une explosion des comics indépendants en noir et blanc. Campbell ne fut pas en reste, créant pour le petit éditeur anglais Harrier Comics la série Deadface : l'histoire de Bacchus, dieu du vin et des festivités, et de quelques autres figures de la mythologie grecque dans le monde actuel. Lorsqu'après huit numéro Harrier arrêta la publication, Campbell publia diverses histoires courtes de Bacchus dans divers magazines, avant que Dark Horse Comics ne décide de rééditer toutes les histoires parues chez Harrier en 1990 (Immortality isn't Forever) et les autres en 1991 (Doing the Islands With Bacchus). Puis Campbell continua la série chez cet éditeur jusqu'en 1995.
Parallèlement, Campbell poursuit la publication d'Alec, chez Fantagraphics Books, avec The Dead Muse en 1990 et Little Italy en 1991. Graffiti Kitchen, que Campbell considère comme son meilleur Alec paraît en 1993 chez Tundra et The Dance of Lifely Death en 1994 chez Dark Horse Comics.

### La consécrationFrom Hell
Débutée en 1989 dans l'anthologie Taboo de Steve Bissette, l'ambitieux roman graphique sur Jack l'Éventreur From Hell écrit par Alan Moore est l'œuvre la plus célèbre d'Eddie Campbell, choisi pour son trait réaliste et dur, afin de privilégier la vraisemblance au sensationalisme. From Hell, après Taboo, est publié en épisodes par Tundra puis Kitchen Sink Press jusqu'en 1998. L'ouvrage remporte le prix de la critique au Festival international de bande dessinée d'Angoulême 2001.

### L'échec du retour à l'auto-édition
Grâce à l'argent découlant des contrats en vue de l'adaptation cinématographique de From Hell, Campbell crée Eddie Campbell Comics en 1995 et réédite Bacchus et Alec. Il publie aussi une édition limitée de From Hell et deux adaptations en bande dessinée de pièces performances d'Alan Moore. Il poursuit son œuvre autobiographique par la publication de deux travaux de plus grande ampleur : Alec: How To Be An Artist (2000), qui évoque l'art et la vie artistique de l'auteur, puis After the Snooter (2002) qui semble montrer que Campbell a définitivement enterré Alec. Le personnage d'Alec est sélectionné au Squiddy Award du meilleur personnage en 2000 et l'album Alec: How to Be an Artist pour l'Harvey Award de la meilleure réédition de roman graphique en 2002. Ces deux ouvrages étaient d'abord parus dans Bacchus mais ont été retravaillés à l'occasion.
Campbell commence dans les pages de son magazine Eddie Campbell's Egomania un autre travail autobiographique The History Of Humour, mais la fin du périodique en décembre 2002 semble marquer celle de la série. En effet, face à l'indifférence du public et à la faillite de son distributeur américain, Campbell arrête l'expérience en 2003, après avoir sorti le second numéro d’Egomania.

### Activité critique
En juillet 2004, débattant des mérites du terme « Roman graphique » sur le forum du Comics Journal, Campbell formule un manifeste ayant pour but de faire avancer la discussion via la création d'un mouvement artistique.
Eddie Campbell's (Revised) Graphic Novel Manifesto (Le manifeste du roman graphique d'Eddie Campbell)
Il y a tant de désaccords (entre nous) et d'incompréhension (de la part du grand public) au sujet du roman graphique qu'il est grand temps de mettre en avant quelques principes.
1. « Roman graphique » est un terme inapproprié, mais nous continuerons à l'utiliser, entendu que graphique ne signifie pas qu'on ait affaire à de l'art graphique ni roman à des romans. (Tout comme « Impressionnisme » n'est pas vraiment une dénomination pertinente : tout d'abord utilisée comme insulte, elle fut ensuite adoptée par provocation.)
2. Puisque nous ne nous rapportons en aucun cas à la littérature romanesque traditionnelle, nous ne tenons pas à ce que les romans graphiques aient les mêmes dimensions ou le même poids qu'elle. Les termes de remplacement tels que « novella » ou « novelette » (ces deux termes sont en français traduisibles par « court roman ») n'ont aucune utilité ici et ne peuvent qu'ajouter à la confusion déjà grande quant à nos buts (voir ci-dessous) en laissant entendre que nous ne faisons que créer des versions illustrées de littérature standard alors que nos objectifs sont bien plus ambitieux : nous forgeons un nouvel art qui ne doit par être lié par les règles arbitraires d'un autre plus ancien.
3. « Roman graphique » qualifie plus un mouvement artistique qu'une forme. Ainsi nous pouvons parler d'« antécédents » du roman graphique, comme les romans en estampe de Lynd Ward mais l'application rétroactive du nom ne nous paraît pas intéressante.
4. Bien que le romancier graphique (graphic novelist) considère ses divers prédécesseurs comme des génies et des prophètes sans le travail desquels il n'aurait eu l'idée de faire le sien, il ne doit pas se sentir obliger de citer Rake's Progress de William Hogarth à chaque fois qu'il obtient que l'on parle de son travail ou de son art en général.
5. Puisque le terme définit plus un mouvement, ou un événement en cours, qu'une forme, il n'y a rien à gagner à le définir ou à le « jauger ». Il a environ trente ans, bien que le nom et le concept ait circulé au moins dix ans auparavant. Vu sa progression constante, il aura encore sûrement changé de nature l'an prochain.
6. L'objectif du romancier graphique est de prendre les formes de la bande dessinée (comic book), devenues embarrassante, et de les élever à un niveau plus ambitieux et porteur de sens. Cela implique généralement une augmentation du nombre de pages, mais nous devons éviter de parler de ce genre de choses. Si un artiste présente son dernier roman graphique sous la forme d'histoires courtes indépendantes (tel Eisner dans Un pacte avec Dieu (A contract with God)), nous ne devons pas chicaner mais seulement nous demander si son nouveau roman graphique est un bon ou mauvais recueil d'histoires courtes. S'il utilise des personnages qui apparaissent ailleurs que dans des romans graphiques, comme ceux de Gilbert Hernandez, ou Jimmy Corrigan (de Chris Ware), ou même des personnages que nous ne désirons pas laisser pénétrer dans notre « société secrète », nous ne devons pas les renvoyer pour cela. Si son livre ne ressemble plus à une bande dessinée nous ne devons pas non plus l'en blâmer. Nous devons uniquement nous demander s'il augmente ou non le savoir humain.
7. Au contraire de « livre de poche », « hardcover » ou « édition de luxe », le terme « roman graphique » ne doit pas servir à caractériser un format de vente. Il peut rester sous la forme de manuscrits inédits, ou paraître en épisodes. L'intention importe avant tout, même arrivant après la publication originale.
8. Tout ce qui concerne la vie concerne le romancier graphique, la sienne incluse. Il ou elle dédaigne les catégories habituelles de la fiction et ses affreux clichés tout en essayant de rester ouvert d'esprit. Ils en veulent particulièrement au concept, prévalant aujourd'hui encore en maints lieux, et non sans raison, que la bande dessinée n'est qu'une sous-catégorie de science-fiction ou d'heroic-fantasy.
9. Les romanciers graphiques n'utiliseront jamais entre eux le terme roman graphique mais parleront seulement de leur « dernier livre », de leur « livre en cours », de « ce travail alimentaire à la con » ou même de leur « bande dessinée », etc. Le terme doit être utilisé comme un emblème, tel le vieux drapeau qui servait à appeler les soldats à la bataille, ou lorsque, dans une librairie inconnue, l'on cherche à trouver certains livres. Les éditeurs peuvent l'utiliser encore et encore jusqu'à ce qu'il signifie encore moins que le rien qu'il signifie déjà.
10. De plus, les romanciers graphiques doivent avoir à l'esprit que la prochaine vague d'auteurs de bande dessinée choisiront de travailler sur les formes les plus petites possibles et ridiculiseront notre pompe.
11. Le romancier graphique se réserve le droit de dénier l'un ou tous les points ci-dessus si cela lui permet de vendre vite et beaucoup.

### Le travail pour First Second Books
N'ayant plus d'éditeur depuis la mort d'Eddie Campbell Comics, Campbell rejoint en 2006 le nouvel éditeur alternatif américain First Second Books. Il y renoue avec l'autobiographie en mai 2006, en publiant The Fate of the artist. En juin 2007, il publie The Black Diamond Detective Agency, d'après un scénario inédit de C. Gaby Mitchell.

## Œuvres publiées

### Publications en anglais
Cette liste comprend les albums de bande dessinées (originaux ou recueils) et les histoires courtes et comic books n'ayant pas été recueilli en albums.
- Alec, Escape :

1. Alec, 1984.
2. Love and Beerglasses, 1985.
3. Doggie in the Window, 1986.

- Alec : The Complete Alec, Eclipse Comics, 1990. Reprend kes trois titres publiés en 1984-1986.
- Alec, Fantagraphics :

1. The Dead Muse, 1990.
2. Little Italy, 1991.

- Alec : Graffiti Kitchen, Tundra Publishing, 1993.
- Alec : The Dance of Lifey Death, Dark Horse Comics, 1994.
- Catalyst. Agents of Change (scénario), avec Pete Ford (dessin), Dark Horse Comics, 1994.
- Hellblazer no 85-88 (scénario), avec Sean Phillips (dessin), Vertigo, 1995.
- Bacchus, Eddie Campbell Comics. Reprend des histoires publiées par divers éditeurs de 1987 à 1995 :

1. Immortality isn't Forever, 1995.
2. The Gods of Business, avec Ed Hillyer, 1996.
3. Doing the Islands with Bacchus, 1997.
4. The Eyeball Kid. One Man Show, avec Ed Hillyer, 1998.
5. Earth, Water, Air, Fire, avec Wes Kublick, 1998.
6. The 1001 Nights of Bacchus, 2000.
7/8. The Eyeball Kid Double Bill, avec Wes Kublick, 2002.
9. King Bacchus, avec Pete Mullins, 1996.
10. Banged Up, avec Pete Mullins et Marcus Moore, 2001.
- « The Grecian Lady's Story » (dessin), avec Gregory Baisden (scénario), dans A Night in a Moorish Harem t. 1, NBM, 1996.
- « The Pacifist », avec Marcus Moore (collaboration au scénario), dans The Spirit. The New Adventures no 7, Kitchen Sink Press, 1998.
- From Hell (dessin), avec Alan Moore (scénario), Eddie Campbell Comics, 1999. Reprend des histoires et textes publiés par divers éditeurs de 1989 à 1998.
- The Birth Caul, d'après une pièce de théâtre d'Alan Moore, Eddie Campbell Comics, 1999.
- Alec, Top Shelf :

1. The King Canute Crowd, 2000. Reprend les trois titres publiés en 1984-1986.
2. Three Piece Suit, 2001. Reprend Grafitti Kitchen, Little Italy, et The Dance of Lifey Death.
3. How to be an Artist, 2001.
4. After the Snooter, 2002.
  - The Years Have Pants, 2009. Reprend l'intégrale des histoires d'Alec.

- Snakes and Ladders, d'après une pièce de théâtre d'Alan Moore, Eddie Campbell Comics, 2001.
- « Who Erased the Eraser? », dans Bizarro Comics, DC Comics, 2003.
- « I Have Lost My Sense of Humour », dans AutobioGraphix, Dark Horse Comics, 2003.
- « Requiem » (dessin), avec Roberto Morales (scénario) et Stewart McKenny (encrage), dans Captain America no 27-28, 2004.
- Batman : The Order of Beasts (dessin), avec Daren White (scénario), DC Comics, 2004.
- « Gotham Emergency » (scénario avec Daren White), avec Bart Sears (dessin), dans Batman: Legends of the Dark Knight no 200, DC Comics, 2006.
- The Fate of the Artist, First Second Books, 2006.
- The Black Diamond Detective Agency, adaptation d'un scénario pour le cinéma de C. Gaby Mitchell, First Second Books, 2007.
- The Amazing Remarkable Monsieur Leotard, avec Dan Best, First Second Books, 2008.
- « The Curse of Christmas » (dessin), avec Peter Milligan (scénario), dans Hellblazer no 250, Vertigo, 2008.
- The Playwright, avec Daren White, Top Shelf, 2010.
- The Lovely Horrible Stuf, Top Shelf et Knockabout Press, 2012.

### Albums de bande dessinée en français
- From Hell (dessin), avec Alan Moore (scénario), Delcourt, coll. « Contrebande », 2000  (ISBN 284055514X). Traduction de From Hell (1989-1996).
- Alec, Çà et là :

1. La Bande du King Canute, 2007  (ISBN 2916207147). Traduction de The King Canute Crowd (1984-1986).
2. Graffiti Kitchen, 2007  (ISBN 9782916207209). Traduction de Three Piece Suit (1991-1994).
3. Comment devenir artiste, 2008  (ISBN 9782916207278). Traduction de How to be an Artist (2001).
4. L'Affaire du trompinoptère, 2011  (ISBN 9782916207476). Traduction d’After the Snooter, (2002).
  - L’Intégrale, 2011  (ISBN 2916207589). Traduction de The Years Have Pants (2009).

- Le Dramaturge (dessin), avec Daren White (scénario), Çà et là, 2012  (ISBN 9782916207735). Traduction de The Playwright (2010).
- La Coiffe de naissance (d'après la pièce d'Alan Moore), Çà et là, 2013  (ISBN 9782916207810). Traduction de The Birth Caul (1999).
- Serpent et Échelles (d'après la pièce d'Alan Moore), Çà et là, 2014  (ISBN 9782369902027). Traduction de Snakes and Ladders (2001).
- Le Remarquable et Stupéfiant Monsieur Léotard (dessin), avec Dan Best (scénario), Çà et là, 2016  (ISBN 9782369902300). Traduction de The Amazing Remarkable Monsieur Leotard (2008).

## Récompenses
- 1993 : Prix Eisner de la meilleure histoire à suivre pour From Hell (avec Alan Moore)
- 1995 : Prix Harvey de la meilleure série pour From Hell (avec Alan Moore)
- 1997 : Prix Ignatz de la meilleure histoire pour From Hell (avec Alan Moore)
- 2000 : Prix Eisner du meilleur recueil pour From Hell (avec Alan Moore)
- 2000 : 
  - Prix Harvey du meilleur album reprenant des travaux auparavant publiés pour From Hell (avec Alan Moore)
  - Prix Ignatz du meilleur roman graphique pour From Hell (avec Alan Moore)
- 2001 :  Prix de la critique de l'ACBD pour From Hell (avec Alan Moore)
- 2002 :  Prix Micheluzzi de la meilleure bande dessinée pour From Hell (avec Alan Moore)
- 2009 :  Prix Sproing de la meilleure bande dessinée étrangère pour From Hell (avec Alan Moore)
- 2010 : Prix Ignatz du meilleur auteur pour Alec : The Years Have Pants

### Sources

#### Revues
- (en) Wendy Goldberg, « Campbell, Eddie », dans M. Keith Booker (dir.), Encyclopedia of Comic Books and Graphic Novels, Santa Barbara, Grenwood, 2010, xxii-xix-763 (ISBN 9780313357466), p. 81-82.
- Paul Gravett (trad. Thierry Groensteen), « Il était une fois en Grande-Bretagne... Eddie Campbell », dans Les Cahiers de la bande dessinée no 68, mars-avril 1986, p. 54–55.
- (en) Stanley Martin, « Alec: The Years Have Pants », dans The Comics Journal no 301, Seattle : Fantagraphics, février 2011, p. 468-477.  (ISBN 9781606992913)